# Historia del arte de los medios
La historia del arte de los medios es un campo de investigación interdisciplinario que explora los avances actuales así como la historia y genealogía del New Media Art, Digital Art y Electronic Art. Por un lado, Media Art Histories aborda la interacción contemporánea del arte, la tecnología y la ciencia. Por otro lado, trata de revelar las relaciones históricas y los aspectos del ‘afterlife’ (Aby Warburg) en el New Media Art por medio de un enfoque histórico comparativo. Esta línea de investigación incluye cuestiones de la historia de los medios de comunicación y percepción, de los llamados arquetipos y tópicos, así como los de la iconografía y la historia de las ideas.
El propio término New Media Art es de gran importancia para este campo. New Media Art es un término general que engloba las formas artísticas que son producidas, modificadas y transmitidas por medio de tecnologías digitales o, en un sentido más amplio, hacen uso de las ‘nuevas’ y emergentes tecnologías que se originan desde un contexto científico, militar o industrial. La mayoría de los autores que tratan de ‘delinear’ el objeto estético del New Media Art enfatizan los aspectos de interactividad, procesualidad, multimedia y tiempo real. El foco del New Media Art radica en las implicaciones culturales, políticas, y sociales así como en las posibilidades estéticas - más o menos su ‘media-specificity’– de los medios digitales. Como consecuencia, Christiane Paul reconoce la función de las tecnologías de comunicación en el New Media Art no sólo como "portador" de significado, sino como un medio que fundamentalmente da forma al sentido de la propia obra.
En suma, el campo del New Media Art está cada vez más influenciado por las ‘nuevas’ tecnologías que superan una comprensión tradicional de los medios (artísticos). Esto se hace evidente en lo que respecta a las tecnologías que se originan en el campo de la biotecnología y ciencias de la vida, que están empleados en las prácticas artísticas tales como Bio Art, Genetic Art y Transgenic Art. Por lo tanto, el término New Media Art no implica un 'género' estable de la producción artística, es un campo que hace hincapié en "nuevas" tecnologías (con el fin de establecer una diferencia explícita con los medios y géneros tradicionales de arte). La lista de géneros que es generalmente subsumed bajo la etiqueta de Arte de Medios de comunicación Nuevos ilustra su alcance ancho e incluye, entre otros, Arte Virtual Arte de Software, Arte de Internet, Arte de Juego, Glitch Arte, Arte Telemático, Bio Arte / Arte Genético, Arte Interactivo, animación de ordenador y gráfico, y Hacktivism y Medios de comunicación Tácticos. Estos últimos dos ‘géneros' en particular tener un foco fuerte en la interacción de arte y (político) activismo.

## Recursos y proyectos de investigación
Desde el final de la década de 1990, las primeras bases de datos en línea comenzaron a surgir, como lo demuestra la base de datos universitaria Archive of Digital Art, la plataforma Rhizome localizada en Nueva York, Netzspannung (hasta 2005), el Proyecto de la base de datos Compart en la que se aborda la fase temprana del Digital Art, y la plataforma en línea colaborativa Monoskop. En términos de recursos institucionales, Media Art Histories se expande hacia diversas organizaciones, archivos, centros de investigación así como iniciativas privadas. Ya en esa primera etapa de progreso, los actores del Media Art Histories estaban conectados por medio de comunicación digital, sobre todo a través de las llamadas listas de correo electrónico como NetTime o Rohrpost, ambos canales de comunicación se mantienen como recursos principales en las comunidad del New Media Art.
En los últimos años, ha habido un significante aumento de festivales y conferencias dedicadas al New Media Art, aunque los festivales dominantes en el área continúan siendo Ars Electronica, Transmediale, ISEA (Inter-Society for the Electronic Arts), y SIGGRAPH (Special Interest Group on Graphics and Interactive Techniques). Hasta hoy, los museos e instituciones de investigación especializados en New Media Art son la excepción. A pesar de ello, ZKM (Zentrum für Kunst und Medientechnologie) o algunas colecciones especializadas (incluyendo el Whitney Museum, el Museo de Art Moderno de Nueva York o el Centro de Arte Walker) sirven como importantes espacios de intercambio. Más allá de los museos que llegan a un público más amplio, hay más y más pequeños museos y galerías que se centran en New Media Art (como la DAM- Digital Art Museum- con sede en Berlín ). Además, los archivos en los que se exhiben artefactos situados en la intersección de las historia de los medios, el arte y la tecnología son recursos importantes, incluyendo colecciones como la de Werner Nekes o los gabinetes de asombro y curiosidad incorporado en los museos de historia del arte. No obstante, incluso teniendo en cuenta este aumento de festivales, la variedad de iniciativas significativas de investigación no ha sido continua. Estas incluyen el Instituto Ludwig Boltzmann para Media.Art.Research, la Fundación Daniel Langlois para el Arte, Ciencia y Tecnología, y Media Art Net. La complejidad en el establecimiento de estructuras de financiación sostenibles, así como el apoyo para el acceso a los datos compartidos para la investigación científica de New Media Art, hizo pública la Declaración de Liverpool. Académicos y artistas de instituciones de todo el mundo firmaron la Declaración en una llamada a desarrollar estrategias sistemáticas para cumplir con la tarea de la cultura digital y sus demandas de investigación en el siglo 21.
Emergiendo de la Declaración de Liverpool, las conferencias bianuales de Media Art History – Conferencia Internacional sobre la Historia del Media Art, Cienca y Tecnología (establecido en 2005), intentan fomentar el intercambio entre las diferentes disciplinas y sus diferentes actores. Hasta la fecha, la conferencia se ha celebrado ya en seis lugares con: Re-fresh (Banff 2005), Re-place (Berlín 2007), Re-live (Melbourne 2009), Re-wire (Liverpool 2011), Re-new (Riga 2013), Re-create (Montreal 2015). En suma, desarrollados a partir de esta serie de conferencias, se han establecido los Máster de Media Art Histories y Media Art Cultures. 

## Enfoque de la investigación
Varios académicos en el campo del Media Art History afirman que todavía hay una considerable falta de conocimiento sobre los orígenes de los medios de comunicación visual y audiovisual. Consiguientemente,  es el objetivo de Historias de Arte de los Medios de comunicación para expandir el conocimiento históricamente informado de culturas de medios de comunicación actuales con sus desarrollos y desvíos @– el campo está conducido por la idea de un ‘tiempo profundo de los medios de comunicación' (S. Zielinski). 
Por lo tanto, los expertos destacan que los avances tecnológicos en las culturas de los medios actuales se entienden mejor en el contexto de una extensa historia del arte y de los medios. Las contribuciones a este campo son muy extensas e incluyen, entre otros, los investigadores cuya disciplina se centra en la historia de la ciencia (Lorraine Daston, Timothy Lenoir), historia del arte y ciencia de la imagen (Oliver Grau, Barbara Stafford, Dieter Daniels, Slavko Kacunko, Edward Shanken, Gunalan Nadarajan, Linda Dalrymple Henderson, Andreas Broeckmann, Jonathan Crary, Horst Bredekamp, Peter Weibel, Hans Belting), estudio y arqueología de los medios (Friedrich Kittler, Erkki Huhtamo, Jussi Parikka, Wolfgang Ernst, Siegfried Zielinski, Stephan Oettermann, Lev Manovich), estudios sobre sonido (Douglas Kahn), estudios sobre cine (Sean Cubitt, Ryszard Kluszczyński), así como informática (Frieder Nake).